# Borussia Verein für Leibesübungen 1900 Mönchengladbach 1993-1994
Questa voce raccoglie le informazioni riguardanti il Borussia Verein für Leibesübungen 1900 Mönchengladbach nelle competizioni ufficiali della stagione 1993-1994.

## Stagione
Nella stagione 1993-1994 il Borussia Mönchengladbach, allenato da Bernd Krauss, concluse il campionato di Bundesliga al 10º posto. In Coppa di Germania il Borussia Mönchengladbach fu eliminato agli ottavi di finale dal Kaiserslautern. Il capocannoniere della squadra fu Martin Dahlin con 12 gol.

## Rosa
| N. |                      | Ruolo | Calciatore         |
| -- | -------------------- | ----- | ------------------ |
|    | Germania (bandiera)  | P     | Uwe Kamps          |
|    | Germania (bandiera)  | C     | Thomas Hoersen     |
|    | Germania (bandiera)  | D     | Michael Klinkert   |
|    | Svezia (bandiera)    | D     | Patrik Andersson   |
|    | Germania (bandiera)  | C     | Karlheinz Pflipsen |
|    | Germania (bandiera)  | C     | Peter Wynhoff      |
|    | Svezia (bandiera)    | A     | Martin Dahlin      |
|    | Germania (bandiera)  | A     | Heiko Herrlich     |
|    | Germania (bandiera)  | C     | Martin Schneider   |
|    | Danimarca (bandiera) | C     | Peter Nielsen      |
|    | Germania (bandiera)  | D     | Joachim Stadler    |
|    | Germania (bandiera)  | D     | Thomas Kastenmaier |

| N. |                     | Ruolo | Calciatore            |
| -- | ------------------- | ----- | --------------------- |
|    | Germania (bandiera) | C     | Christian Hochstätter |
|    | Germania (bandiera) | P     | Dirk Heyne            |
|    | Germania (bandiera) | P     | Dimo Wache            |
|    | Germania (bandiera) | D     | Marc Beckers          |
|    | Germania (bandiera) | D     | Thomas Eichin         |
|    | Germania (bandiera) | D     | Holger Fach           |
|    | Germania (bandiera) | C     | Andreas Bluhm         |
|    | Germania (bandiera) | C     | Dietmar Hirsch        |
|    | Germania (bandiera) | C     | Christian Hock        |
|    | Germania (bandiera) | C     | Jörg Neun             |
|    | Germania (bandiera) | A     | Martin Max            |
|    | Togo (bandiera)     | A     | Bachirou Salou        |

## Calciomercato

### Sessione estiva
| Acquisti | Acquisti         | Acquisti         | Acquisti |
| R.       | Nome             | da               | Modalità |
| -------- | ---------------- | ---------------- | -------- |
| D        | Patrik Andersson | Blackburn        |          |
| A        | Heiko Herrlich   | Bayer Leverkusen |          |

| Cessioni | Cessioni         | Cessioni             | Cessioni |
| R.       | Nome             | a                    | Modalità |
| -------- | ---------------- | -------------------- | -------- |
| C        | Johnny Mølby     | Malines              |          |
| A        | Hans-Jörg Criens | Norimberga           |          |
| C        | Stefan Ertl      | Fortuna Colonia      |          |
| C        | Frank Schulz     | Alemannia Aquisgrana |          |
| C        | Horst Steffen    | Uerdingen 05         |          |

### Sessione invernale
| Acquisti | Acquisti | Acquisti | Acquisti |
| R.       | Nome     | da       | Modalità |
| -------- | -------- | -------- | -------- |

| Cessioni | Cessioni | Cessioni | Cessioni |
| R.       | Nome     | a        | Modalità |
| -------- | -------- | -------- | -------- |

## Risultati

### Bundesliga

#### Girone di andata
| Arbitro: | Osmers |

|  |           |                                          |
|  | Marcatori | 33’ Furtok 36’ Bein 70’ Weber 82’ Yeboah |

| Arbitro: | Schmidhuber |

|                                      |           |                       |
| Fuchs 5’, 37’ Kuntz 58’ Eriksson 66’ | Marcatori | 29’ Neun 46’ Pflipsen |

| Arbitro: | Malbranc |

|                   |           |  |
| Neun 23’ Fach 66’ | Marcatori |  |

| Arbitro: | Kasper |

|               |           |  |
| Kir'jakov 20’ | Marcatori |  |

| Arbitro: | Strampe |

|                                     |           |                       |
| Herrlich 5’ Pflipsen 14’ Dahlin 17’ | Marcatori | 2’ Borodjuk 90’ Linke |

| Arbitro: | Habermann |

|                                   |           |                                                  |
| Seeliger 37’ Rraklli 56’ Todt 85’ | Marcatori | 61’ Herrlich 68’ (rig.) Kastenmaier 86’ Pflipsen |

| Arbitro: | Strigel |

|                                     |           |                               |
| Klinkert 14’ Kastenmaier 84’ (rig.) | Marcatori | 8’ Sérgio 69’ (rig.) Schuster |

| Arbitro: | Fischer |

|                     |           |             |
| Pilz 16’ Stević 72’ | Marcatori | 5’ Pflipsen |

| Arbitro: | Wiesel |

|  |           |                         |
|  | Marcatori | 23’ Kögl 51’ Sverrisson |

| Arbitro: | Merk |

|                   |           |           |
| Anders 80’ (rig.) | Marcatori | 65’ Salou |

| Arbitro: | Amerell |

|                                       |           |           |
| Salou 12’ Dahlin 30’, 71’ Wynhoff 42’ | Marcatori | 84’ Közle |

| Arbitro: | Gläser |

|                                                       |           |              |
| Matthäus 3’ (rig.) Schneider 40’ (aut.) Nerlinger 45’ | Marcatori | 51’ Pflipsen |

| Arbitro: | Steinborn |

|                             |           |                        |
| Salou 12’, 47’ Pflipsen 74’ | Marcatori | 27’, 76’ Sané 89’ Fink |

| Arbitro: | Assenmacher |

|                              |           |  |
| Poschner 19’, 57’ Riedle 75’ | Marcatori |  |

| Arbitro: | Fröhlich |

|                            |           |                                  |
| Dahlin 20’ Neun 81’ (rig.) | Marcatori | 38’ Lečkov 88’ (rig.) von Heesen |

| Arbitro: | Schmidhuber |

|  |           |                              |
|  | Marcatori | 6’, 35’, 60’ Max 58’ Wynhoff |

| Arbitro: | Zerr |

|                                     |           |                |
| Nielsen 13’ Hochstätter 77’ Max 90’ | Marcatori | 31’, 37’ Rufer |

#### Girone di ritorno
| Arbitro: | Osmers |

|  |           |                         |
|  | Marcatori | 15’, 39’ Dahlin 59’ Max |

| Arbitro: | Best |

|                                                 |           |           |
| Kastenmaier 57’ (rig.) Pflipsen 72’ Wynhoff 82’ | Marcatori | 84’ Haber |

| Arbitro: | Heynemann |

|                |           |                                             |
| Kubík 32’, 89’ | Marcatori | 13’ Wynhoff 34’ Max 70’ Dahlin 74’ Pflipsen |

| Arbitro: | Aust |

|                 |           |                       |
| Hochstätter 30’ | Marcatori | 46’ Krieg 72’ Nowotny |

| Arbitro: | Fux |

|                          |           |           |
| Linke 45’ Sendscheid 86’ | Marcatori | 48’ Salou |

| Arbitro: | Fleske |

|         |           |           |
| Max 39’ | Marcatori | 31’ Zeyer |

| Arbitro: | Albrecht |

|  |           |             |
|  | Marcatori | 8’ Herrlich |

| Arbitro: | Dellwing |

|                   |           |          |
| Herrlich 11’, 41’ | Marcatori | 13’ Rath |

| Arbitro: | Schäfer |

|                                  |           |  |
| Walter 16’ Knup 44’ Buchwald 90’ | Marcatori |  |

| Arbitro: | Berg |

|                                                                      |           |            |
| Dahlin 22’, 43’, 51’ Klinkert 39’ Kastenmaier 76’ (rig.) Wynhoff 87’ | Marcatori | 55’ Rische |

| Arbitro: | Strampe |

|                                |           |  |
| Weidemann 21’ Közle 85’ (rig.) | Marcatori |  |

| Arbitro: | Heynemann |

|                   |           |  |
| Herrlich 88’, 90’ | Marcatori |  |

| Arbitro: | Schmidt |

|                               |           |                  |
| Fink 19’ Sané 47’ Wolters 51’ | Marcatori | 35’ (aut.) Alter |

| Mönchengladbach 17 aprile 1994, ore 18:00 CEST 31ª giornata | Borussia M'gladbach | 0 – 0 referto | Borussia Dortmund | Bökelbergstadion (34 000 spett.)\| Arbitro: \| Scheuerer \| |
| Arbitro:                                                    | Scheuerer           |               |                   |                                                             |

| Arbitro: | Schmidhuber |

|              |           |                                   |
| Andersen 77’ | Marcatori | 44’ Max 48’ Andersson 73’ Wynhoff |

| Arbitro: | Strigel |

|                                              |           |          |
| Klinkert 48’ Dahlin 62’ Fach 73’ Wynhoff 85’ | Marcatori | 27’ Kohn |

| Arbitro: | Schmidt |

|                                                |           |                         |
| Rufer 40’ (rig.) Hobsch 56’ Legat 66’ Bode 78’ | Marcatori | 36’ Herrlich 71’ Dahlin |

### Coppa di Germania
| Arbitro: | Kemmling |

|  |           |                      |
|  | Marcatori | 64’ Mølby 80’ Dahlin |

| Arbitro: | Schäfer |

|  |           |                             |
|  | Marcatori | 8’ Pflipsen 27’, 43’ Criens |

| Arbitro: | Krug |

|                 |           |  |
| Kastenmaier 80’ | Marcatori |  |

| Arbitro: | Strigel |

|                     |           |                                               |
| Fach 39’ Dahlin 51’ | Marcatori | 1’ (aut.) Stadler 13’ (rig.) Brehme 83’ Fuchs |

## Statistiche

### Statistiche di squadra
| Competizione      | Punti | In casa | In casa | In casa | In casa | In casa | In casa | In trasferta | In trasferta | In trasferta | In trasferta | In trasferta | In trasferta | Totale | Totale | Totale | Totale | Totale | Totale | DR  |
| Competizione      | Punti | G       | V       | N       | P       | Gf      | Gs      | G            | V            | N            | P            | Gf           | Gs           | G      | V      | N      | P      | Gf     | Gs     | DR  |
| ----------------- | ----- | ------- | ------- | ------- | ------- | ------- | ------- | ------------ | ------------ | ------------ | ------------ | ------------ | ------------ | ------ | ------ | ------ | ------ | ------ | ------ | --- |
| Bundesliga        | 35    | 17      | 9       | 5       | 3       | 38      | 25      | 17           | 5            | 2            | 10           | 27           | 34           | 34     | 14     | 7      | 13     | 65     | 59     | +6  |
| Coppa di Germania | -     | 2       | 1       | 0       | 1       | 3       | 3       | 2            | 2            | 0            | 0            | 5            | 0            | 4      | 3      | 0      | 1      | 8      | 3      | +5  |
| Totale            | 35    | 19      | 10      | 5       | 4       | 41      | 28      | 19           | 7            | 2            | 10           | 32           | 34           | 38     | 17     | 7      | 14     | 73     | 62     | +11 |

### Andamento in campionato
| Giornata  | 1  | 2  | 3  | 4  | 5  | 6  | 7  | 8  | 9  | 10 | 11 | 12 | 13 | 14 | 15 | 16 | 17 | 18 | 19 | 20 | 21 | 22 | 23 | 24 | 25 | 26 | 27 | 28 | 29 | 30 | 31 | 32 | 33 | 34 |
| --------- | -- | -- | -- | -- | -- | -- | -- | -- | -- | -- | -- | -- | -- | -- | -- | -- | -- | -- | -- | -- | -- | -- | -- | -- | -- | -- | -- | -- | -- | -- | -- | -- | -- | -- |
| Luogo     | C  | T  | C  | T  | C  | T  | C  | T  | C  | T  | C  | T  | C  | T  | C  | T  | C  | T  | C  | T  | C  | T  | C  | T  | C  | T  | C  | T  | C  | T  | C  | T  | C  | T  |
| Risultato | P  | P  | V  | P  | V  | N  | N  | P  | P  | N  | V  | P  | N  | P  | N  | V  | V  | V  | V  | V  | P  | P  | N  | V  | V  | P  | V  | P  | V  | P  | N  | V  | V  | P  |
| Posizione | 17 | 17 | 14 | 15 | 12 | 12 | 12 | 12 | 13 | 12 | 11 | 12 | 13 | 14 | 14 | 13 | 12 | 11 | 9  | 8  | 10 | 12 | 11 | 10 | 9  | 12 | 11 | 11 | 10 | 11 | 12 | 11 | 8  | 10 |

Legenda:

Luogo: C = Casa; T = Trasferta. Risultato: V = Vittoria; N = Pareggio; P = Sconfitta.

### Statistiche dei giocatori
| Giocatore      | Bundesliga | Bundesliga | Bundesliga  | Bundesliga | Coppa di Germania | Coppa di Germania | Coppa di Germania | Coppa di Germania | Totale   | Totale | Totale      | Totale     |
| Giocatore      | Presenze   | Reti       | Ammonizioni | Espulsioni | Presenze          | Reti              | Ammonizioni       | Espulsioni        | Presenze | Reti   | Ammonizioni | Espulsioni |
| -------------- | ---------- | ---------- | ----------- | ---------- | ----------------- | ----------------- | ----------------- | ----------------- | -------- | ------ | ----------- | ---------- |
| P. Andersson   | 17         | 1          | 0           | 0          | 0                 | 0                 | 0                 | 0                 | 17       | 1      | 0           | 0          |
| M. Beckers     | 2          | 0          | 0           | 0          | 0                 | 0                 | 0                 | 0                 | 2        | 0      | 0           | 0          |
| A. Bluhm       | 5          | 0          | 1           | 0          | 0                 | 0                 | 0                 | 0                 | 5        | 0      | 1           | 0          |
| H. Criens      | 9          | 0          | 0           | 0          | 2                 | 2                 | 0                 | 0                 | 11       | 2      | 0           | 0          |
| M. Dahlin      | 27         | 12         | 4           | 0          | 4                 | 2                 | 0                 | 0                 | 31       | 14     | 4           | 0          |
| T. Eichin      | 24         | 0          | 6           | 0          | 4                 | 0                 | 0                 | 0                 | 28       | 0      | 6           | 0          |
| H. Fach        | 27         | 2          | 3           | 0          | 4                 | 1                 | 1                 | 0                 | 31       | 3      | 4           | 0          |
| H. Herrlich    | 23         | 8          | 2           | 1          | 2                 | 0                 | 0                 | 0                 | 25       | 8      | 2           | 1          |
| D. Heyne       | 9          | 0          | 1           | 0          | 2                 | 0                 | 0                 | 0                 | 11       | 0      | 1           | 0          |
| D. Hirsch      | 7          | 0          | 4           | 0          | 0                 | 0                 | 0                 | 0                 | 7        | 0      | 4           | 0          |
| C. Hochstätter | 22         | 2          | 3           | 1          | 3                 | 0                 | 1                 | 0                 | 25       | 2      | 4           | 1          |
| C. Hock        | 0          | 0          | 0           | 0          | 0                 | 0                 | 0                 | 0                 | 0        | 0      | 0           | 0          |
| T. Hoersen     | 1          | 0          | 0           | 0          | 0                 | 0                 | 0                 | 0                 | 1        | 0      | 0           | 0          |
| U. Kamps       | 25         | 0          | 0           | 0          | 2                 | 0                 | 0                 | 0                 | 27       | 0      | 0           | 0          |
| T. Kastenmaier | 22         | 4          | 4           | 0          | 3                 | 1                 | 0                 | 0                 | 25       | 5      | 4           | 0          |
| M. Klinkert    | 27         | 3          | 5           | 0          | 3                 | 0                 | 0                 | 0                 | 30       | 3      | 5           | 0          |
| M. Max         | 24         | 8          | 2           | 0          | 1                 | 0                 | 0                 | 0                 | 25       | 8      | 2           | 0          |
| B. Meiners     | 0          | 0          | 0           | 0          | 0                 | 0                 | 0                 | 0                 | 0        | 0      | 0           | 0          |
| J. Mølby       | 2          | 0          | 0           | 0          | 2                 | 1                 | 0                 | 0                 | 4        | 1      | 0           | 0          |
| J. Neun        | 26         | 3          | 2           | 0          | 4                 | 0                 | 2                 | 0                 | 30       | 3      | 4           | 0          |
| P. Nielsen     | 20         | 1          | 2           | 0          | 2                 | 0                 | 0                 | 0                 | 22       | 1      | 2           | 0          |
| K. Pflipsen    | 22         | 8          | 4           | 0          | 3                 | 1                 | 0                 | 0                 | 25       | 9      | 4           | 0          |
| B. Salou       | 9          | 5          | 0           | 0          | 2                 | 0                 | 0                 | 0                 | 11       | 5      | 0           | 0          |
| M. Schneider   | 33         | 0          | 3           | 0          | 3                 | 0                 | 0                 | 0                 | 36       | 0      | 3           | 0          |
| J. Stadler     | 17         | 0          | 0           | 0          | 2                 | 0                 | 0                 | 0                 | 19       | 0      | 0           | 0          |
| D. Wache       | 0          | 0          | 0           | 0          | 0                 | 0                 | 0                 | 0                 | 0        | 0      | 0           | 0          |
| R. Wendt       | 0          | 0          | 0           | 0          | 0                 | 0                 | 0                 | 0                 | 0        | 0      | 0           | 0          |
| P. Wynhoff     | 32         | 7          | 4           | 0          | 4                 | 0                 | 0                 | 0                 | 36       | 7      | 4           | 0          |